# You Belong with Me
"You Belong with Me" é uma canção da cantora e compositora estadunidense Taylor Swift, gravada para o seu segundo álbum de estúdio Fearless (2008). Foi escrita e produzida pela própria artista, que contou com o auxílio de Liz Rose e Nathan Chapman. A inspiração da intérprete para a criação desta faixa veio após a mesma observar um amigo discutindo com a namorada pelo telefone, o que mais tarde permitiu o desenvolvimento de uma história para os versos da música. Musicalmente, é uma canção country com fortes elementos de música pop cuja letra retrata Swift desejando um interesse amoroso fora de seu alcance. Seu lançamento ocorreu em 18 de abril de 2009 como o terceiro single de divulgação de Fearless, sendo comercializada em edições físicas e digitais.
A canção recebeu análises mistas da crítica especializada; alguns colunistas elogiaram a sua estrutura musical, enquanto outros criticaram as letras prosaicas da obra e a sua semelhança com trabalhos anteriores da cantora. "You Belong with Me" obteve êxito comercial ao atingir as dez primeiras posições das paradas musicais da Austrália, Canadá, Nova Zelândia e Estados Unidos. No país de origem da artista, a música vendeu mais de quatro milhões de cópias e posicionou-se na segunda colocação da Billboard Hot 100. Entre outros prêmios, venceu a categoria de "Favorite Song" no Nickelodeon Kids' Choice Awards de 2010 e recebeu três indicações ao Grammy para "Song of the Year", "Record of the Year" e "Best Female Pop Vocal Performance".
Seu vídeo musical acompanhante foi dirigido por Roman White. A produção retrata Swift representando duas personagens, uma nerd e uma garota popular. Já o enredo aborda uma personagem que ama secretamente o seu vizinho (interpretado por Lucas Till), embora ele tenha uma namorada. O clipe ganhou uma estatueta no MTV Video Music Awards de 2009 para "Melhor Vídeo Feminino", mas durante o discurso de agradecimento de Swift o rapper Kanye West a interrompeu, protestando em apoio de Beyoncé Knowles, que também concorria nesta mesma categoria. O incidente provocou intensa reação nos meios de comunicação, com a maioria das pessoas saindo em defesa de Swift. Como parte de divulgação, a faixa foi interpretada ao vivo em diversos eventos e esteve presente em três turnês mundiais da intérprete: Fearless Tour, Speak Now World Tour e Red Tour. A canção também recebeu atenção por parte de outros artistas, incluindo Butch Walker, Selena Gomez & the Scene e "Weird Al" Yankovic, tendo este último criado uma paródia intitulada "TMZ".

## Antecedentes e lançamento
A inspiração para a criação de "You Belong with Me" veio após Taylor Swift observar um amigo discutindo com a namorada através do telefone. Segundo a jovem, seu amigo agia na defensiva enquanto a namorada gritava com ele: "Não, amor... Eu tive que desligar o telefone muito rapidamente... Eu tentei ligar de volta... É claro que eu te amo. Mais do que qualquer coisa! Amor, eu sinto muito". Após ver a mencionada situação, a cantora iniciou o desenvolvimento de uma faixa, baseando-se neste conceito de desentendimento. Durante o processo de composição, Swift se juntou a Liz Rose, que também trabalhou com a intérprete em outras músicas para Fearless, e explicou o acontecimento para ela, juntamente com a ideia que tinha, e rapidamente criou a estrofe de abertura da obra: "Você está no telefone com a sua namorada / Ela está chateada, ela está reclamando / Com algo que você disse". Juntas, as duas desenvolveram uma história linear fictícia, onde Swift expõe seu amor pelo amigo e o desejo de que ele troque sua atual namorada por ela. A artista descreveu o conceito como "querer alguém que está [em um relacionamento] com uma garota que não o aprecia totalmente. Basicamente como uma 'garota do lado'. Você gosta desse cara e o quer para a vida inteira, e você o conhece melhor do que sua parceira, mas de alguma forma, [a sua companheira, que é uma] garota popular, recebe a atenção dele o tempo todo". Swift lembrou: "Foi muito divertido para nós escrever o verso: Mas ela usa saias curtas, eu uso camisetas".
Inicialmente, "You Belong with Me" havia sido divulgada como um single promocional em 4 de novembro de 2008, como parte da contagem regressiva para o lançamento de Fearless, disco no qual a canção foi incluída, em uma campanha exclusiva realizada na iTunes Store. Mais tarde, a faixa foi comercializada como o terceiro single de Fearless em 18 de abril de 2009.

## Composição
"You Belong with Me" é uma canção de country pop com uma duração de três minutos e cinquenta e dois segundos. A música é definida em um tempo de assinatura comum e possui um ritmo moderado de 130 batimentos por minuto. Está escrita na tonalidade de sol bemol maior, enquanto os vocais de Swift se estendem um pouco abaixo de duas oitavas, a partir de sol bemol até a nota alta de ré bemol. A progressão harmônica da obra é de lá, si bemol, dó, ré, mi bemol, fá e sol maiores, enquanto a instrumentação consiste de banjos ao lado de guitarras elétricas com estilo de new wave. De acordo com Kate Kiefer, da revista Paste, trata-se de uma "faixa pop sincera". Para Leah Greenblatt, do Entertainment Weekly, os vocais de Swift são leves e agudos, enquanto a melodia é "cadenciada".
A parte lírica de "You Belong with Me" se alterna entre os modos narrativos, onde a cantora fala de si mesma, de um amigo, a quem ela tem uma paixão não correspondida, e a namorada desse amigo. Leah Greenblatt descreveu o papel da intérprete na faixa como uma "contadora de histórias", em que a canção é uma narrativa definida, que apresenta Swift falando sobre uma paixão por um garoto que é "difícil de se conquistar [sentimentalmente]". Craig Rosen, do The Hollywood Reporter, ressaltou que o enredo de "You Belong with Me" é "confessional" e que os cenários temáticos dizem respeito ao período do ensino médio, enquanto a musicista "é a garota da porta ao lado que teve seu coração partido e se refugia na música". Para Lucy Davies, da BBC Music, a composição "se trata de Swift no imaginário prosaico dos meninos do ensino médio"; o verso em que a artista contrasta-se com a namorada de seu amigo e afirma: "Mas ela usa salto alto / Eu uso tênis / Ela é capitã de líderes de torcida / Eu estou na arquibancada", foi interpretado por Davies como "uma inveja sentimental da protagonista da obra em relação às líderes de torcida, em particular, aquela que está namorando o seu amigo". Durante o refrão da música, Swift tenta "convencer seu amigo de que ela é a única que lhe entende e pede-o para submeter-se aos seus encantos", concluiu o crítico Chris Richards do jornal The Washington Post.

## Recepção

### Crítica profissional
| Críticas profissionais | Críticas profissionais |
| Avaliações da crítica  | Avaliações da crítica  |
| Fonte                  | Avaliação              |
| ---------------------- | ---------------------- |
| About.com              | (positiva)             |
| Digital Spy            | [ 15 ]                 |
| The Guardian           | (negativa)             |
| Slant Magazine         | (positiva)             |
| The Village Voice      | (positiva)             |
| Yahoo!                 | (mista)                |

Após seu lançamento, "You Belong with Me" recebeu comentários mistos da crítica especializada. Enquanto Sean Dooley, do About.com, rotulou a canção como uma "das melhores músicas de Fearless", Johnny Davis, do jornal inglês The Guardian, disse que algumas partes da obra podem "soar como uma agulha no ouvido dos britânicos", embora tenha ressaltado ser melhor que qualquer trabalho musical de Hilary Duff. Escrevendo para a BBC, Lucy Davies não se impressionou com o fato do tema da canção ser semelhante às outras músicas de Fearless ou do álbum de estreia da artista, e concluiu: "A paleta lírica de "You Belong with Me" possuí poucas cores [...] e é repetitiva". Jonathan Keefe, da Slant Magazine, disse que: "'You Belong with Me' não é a canção com o melhor conteúdo lírico da carreira de Swift, mas é difícil criticar sua estrutura musical".
Josh Love do The Village Voice afirmou ter pensado em "sabedoria sobrenatural e inclusividade brilhar através das letras e da melodia de 'You Belong with Me'", além de ter mencionado que se tratava de uma das "grandes canções" presentes em Fearless. Leah Greenblatt, do Entertainment Weekly, disse que os vocais de Swift encaixavam-se bem na melodia da obra e em sua instrumentação, à medida que Jeniffer Webb, do About.com, previu que a música atingiria pessoas das mais diferentes faixas etárias, "[Swift] continua a tradição de artista que tem um pouco de tudo para todos, por isso não é de se admirar que ela possui uma base de fãs tão grande".
Escrevendo para o Digital Spy, Mayer Nissim classificou a canção com duas estrelas de cinco. Em sua resenha, ele afirmou que a faixa possuía um estilo muito semelhante ao power pop utilizado por Avril Lavigne, com a diferença de que "'You Belong with Me' possui raízes country em seus versos". Ele concluiu: "As emoções [presentes na música] são universais o suficiente, mas Swift os expressa de maneira tão prosaica que é difícil simpatizar com ela. O resultado é uma faixa bem construída, mas que não deixa uma grande impressão após terminar de ouvi-la". Para Nick Levine, outro crítico do Digital Spy, "You Belong with Me" é uma das músicas mais "reveladoras" de Fearless, enquanto Wes Laurie, do Yahoo!, comentou que os vocais da artista poderiam soar irritantes, mas que o seu fluxo no refrão é cativante.
O crítico Michael Botsford, do site Leeds Music Scene, nomeou "You Belong with Me" como uma das músicas mais fortes de Fearless, comentando que "Swift introduz com bastante alma, as letras são jovens e a intérprete tem uma forma de cantar que dá qualidade à canção. Cruza as fronteiras entre o rock leve e o country de forma eficaz". Amanda da Portrait Magazine inseriu o tema na lista de suas faixas favoritas, escrevendo: "Que garota não se identificará com esta canção? [...] É tão fácil para qualquer um se relacionar com esta história de amor não correspondido. Amar alguém que não te ama é um tema tão universal que já deve ter sido abordado pelo menos uma vez por cada cantor, e Taylor faz isso muito bem. E funciona na música que tem a vantagem de possuir uma batida contagiante".

### Prêmios e indicações
Na 52.ª edição do Grammy Awards, "You Belong with Me" recebeu indicações para três categorias, mas acabou por falhar em todas. A primeira nomeação foi para "Song of the Year", onde perdeu para "Single Ladies (Put a Ring on It)" (2008) de Beyoncé; na segunda, "Record of the Year", foi derrotada por "Use Somebody" (2008) da banda Kings of Leon; e, por fim, no "Best Female Pop Vocal Performance", em que perdeu novamente para Beyoncé, desta vez com "Halo". "You Belong with Me" venceu a categoria "Favorite Song" da edição de 2010 do Nickelodeon Kids' Choice Awards e foi indicado para "Song of the Year" na 45.ª edição da Academy of Country Music, saindo vencedor deste último, a canção "Need You Now" (2009) dos Lady Antebellum. A obra também chamou a atenção do VH1, canal de televisão voltado para música, que elaborou uma lista dos cem melhores temas da década de 2000, inserindo "You Belong with Me" na 50.ª posição.

## Vídeo musical

### Antecedentes e desenvolvimento

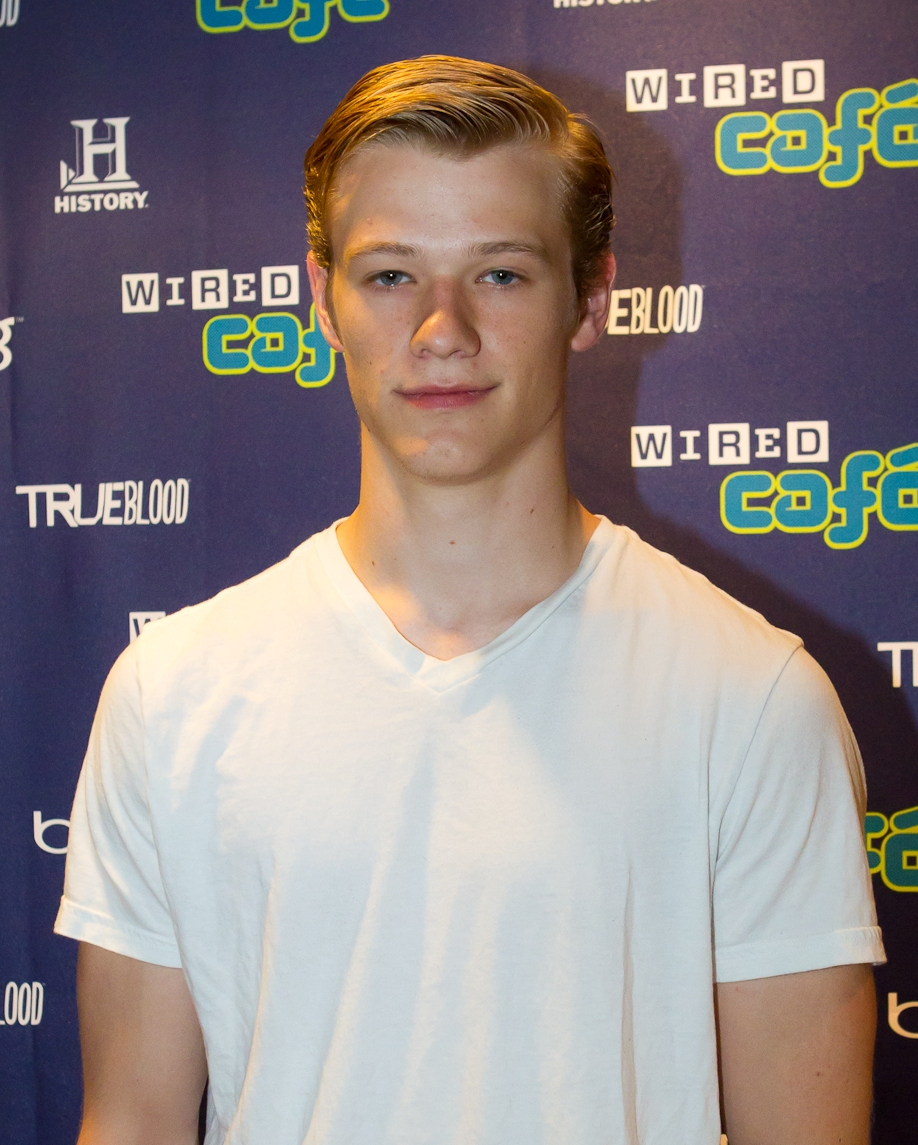
O ator Lucas Till (foto) participou do vídeo musical de "You Belong with Me" interpretando o interesse amoroso de Swift. Os dois se conheceram nas gravações de Hannah Montana: O Filme, em abril de 2008.

O vídeo musical acompanhante para "You Belong with Me" foi dirigido por Roman White. Na produção, Swift interpreta a protagonista e a antagonista, que ela descreve respectivamente como: "uma nerd que está se definhando por um cara que ela não pode ter" e a "garota popular". A intérprete caracterizou a personalidade da garota popular como "horrível, assustadora, intimidante e perfeita". No enredo, as duas personagens disputam um mesmo cara, que é interpretado pelo ator estadunidense Lucas Till; Swift e Till se conheceram após ambos atuarem em Hannah Montana: O Filme, em abril de 2008. Mais tarde, a cantora convidou o ator para participar de seu então novo vídeo, pois de acordo com a própria, havia ficado intrigada com o seu "olhar frio" incorporando um "cara sonhador" em Hannah Montana. No que diz respeito à atuação dele no vídeo, a artista disse: "Ele é absolutamente perfeito para o papel e é muito divertido estar ao seu redor". O roteiro foi inspirado nos versos de "You Belong with Me". No vídeo, a protagonista é a vizinha de Till, a quem tem uma paixão não correspondida. Eles partilham uma amizade forte; entretanto, o amigo já está comprometido com a antagonista, que é uma garota popular que não entende tanto os gostos de Till quanto a personagem principal. Swift descreveu o enredo do clipe como "encantador" e comentou: "Uma das minhas coisas favoritas sobre esse vídeo é que não houve um único cenário padrão para a minha performance", disse referindo-se aos diversos locais de filmagem da trama.  "Este vídeo é praticamente todo linear e eu estou narrando no momento, basicamente narrando enquanto tudo está acontecendo ao meu redor". Para representar a antagonista, Swift usou uma peruca de fios pretos e lisos.
O vídeo foi gravado durante dois dias, com algumas cenas sendo rodadas na cidade de Gallatin e outras em Hendersonville, ambas no estado do Tennessee. No primeiro dia de filmagens, Swift usou uma dublê de corpo, para que as personagens interpretadas pela artista, tanto a protagonista quanto a antagonista, pudessem ser filmadas em apenas uma tomada. Na cena em que a intérprete aparece dançando em seu quarto, o diretor da produção, Roman White, substituiu o roteiro para que a cantora não tivesse que decorar passos de dança; ela lembrou: "Foi uma das cenas mais divertidas que eu já tive em muito tempo, só pirando e realizando os movimentos mais estúpidos". No segundo dia, as gravações se iniciaram com uma cena de baile estudantil. Para essa tomada, Swift usou um longo vestido branco, para representar a mudança visual da protagonista. Este vestido foi levado pela estilista da cantora, que acreditou ser ideal para a personagem. Para a antagonista, a equipe decidiu caracterizá-la com o oposto da principal, por isso escolheram um vestido vermelho, curto, justo e com glitter. Após as cenas do baile, ocorreu a encenação de um jogo de futebol americano, cujo local de filmagem foi o colégio Pope John Paul II High School, local onde o irmão da cantora estudou. O colégio forneceu muitos estudantes como figurantes, incluindo os jogadores de futebol, membros da banda, líderes de torcida e os que participaram da tomada do baile. Entre os figurantes estavam alguns amigos do irmão da cantora, que na época estudavam na instituição; entre eles o garoto que Swift, caracterizada como garota popular, paquera no jogo de futebol americano. Durante a gravação da cena de touchdown do jogo, Till foi incapaz de pegar a bola, tendo que haver um comprimento da parte área para essa cena. Esse processo levou tempo, e a artista comentou: "Demorou muito para acertar esse lance. Mas ele [Till] conseguiu, e todos começaram a gritar como loucos quando finalmente foi obtido sucesso. Porque... demorou um pouquinho". A intérprete acabou por afirmar que o vídeo foi uma mistura do cômico com o emotivo, e que o resultado final correspondeu com suas expectativas, declarando ainda: "você coloca um monte de esforço contínuo e ele parece bom".
| “ | Eu queria que o vídeo de 'You Belong with Me' fosse uma mistura do engraçado com o emotivo. [...] Interpretar duas personagens diferentes foi tão divertido, porque eu pude ser essa garota incrivelmente popular, mas também a garota frágil, colocada pra baixo, que eu era no ensino fundamental. | ” |

### Enredo

No vídeo, Swift interpreta duas personagens: a protagonista, uma nerd tímida (acima) e a antagonista, uma popular líder de torcida (abaixo).

A produção apresenta ao espectador duas personagens interpretadas por Swift. A primeira é a protagonista, uma personagem "nerd" que possui uma paixão não correspondida com o jovem vizinho, e a outra é a antagonista, uma líder de torcida que namora com o cara que a primeira tanto anseia. O vídeo, com uma duração próxima a quatro minutos, inicia-se à noite com Lucas Till discutindo com a namorada através de um telefonema. Pela janela de seu quarto, a protagonista nota a reação do jovem vizinho, e eles começam a conversar por meio de mensagens escritas em um papel. Passado um tempo, a intérprete sente-se encorajada e decide expressar seus sentimentos para o colega, escrevendo "eu te amo" em uma folha e mostrando para ele; entretanto, Till não chega a visualizar a mensagem, pois ele fecha a cortina de seu quarto antes disso. Durante o refrão da faixa, a protagonista começa a cantar e dançar em frente a um espelho de seu quarto, mudando de roupa em diferentes múltiplos de tempo. Na segunda estrofe da música, já é de manhã, e a personagem principal está sentada em um banco lendo um livro. Till chega e os dois iniciam uma conversa descontraída. Nesse momento, Swift, caracterizada como a antagonista, surge em um carro conversível vermelho e Till entra nele; a antagonista o beija e dá um olhar hostil para a protagonista. Em seguida, a trama segue-se para um colégio à noite, onde está ocorrendo uma partida de futebol americano, em que Till é um dos jogadores. A antagonista faz parte do clube de líderes de torcida do time, enquanto a protagonista é integrante da banda instrumental da escola. Após marcar o touchdown da vitória, Till move-se até sua namorada e flagra ela flertando um outro jogador, o que resulta em uma discussão acalorada entre os dois, que decidem romper o relacionamento; enquanto isso, a personagem principal olha espantada para a cena. Na ponte da canção, o vídeo dirige-se novamente até o primeiro cenário da trama, onde Till e a protagonista voltam a se comunicar através de mensagens escritas em um papel, até que o jovem rapaz pergunta para a personagem se ela irá ao baile estudantil, e recebe como resposta: "não, estudando". Till então sai do quarto e dirige-se ao baile. Pouco tempo depois, a personagem principal muda de ideia e resolve se dirigir ao local. Perto do final do vídeo, a protagonista é vista entrando no baile em um vestido branco, com uma mudança brusca em seu visual, enquanto todos os seus colegas a olham com espanto. Quanto Till a vê, caminha em sua direção. A antagonista, usando um vestido vermelho, tenta impedir, mas ele a ignora. No final, a personagem principal desdobra o papel contendo a mensagem "eu te amo" para o jovem vizinho, e ele também mostra uma mensagem idêntica para ela. Os dois se olham e se beijam.

### Recepção do vídeo

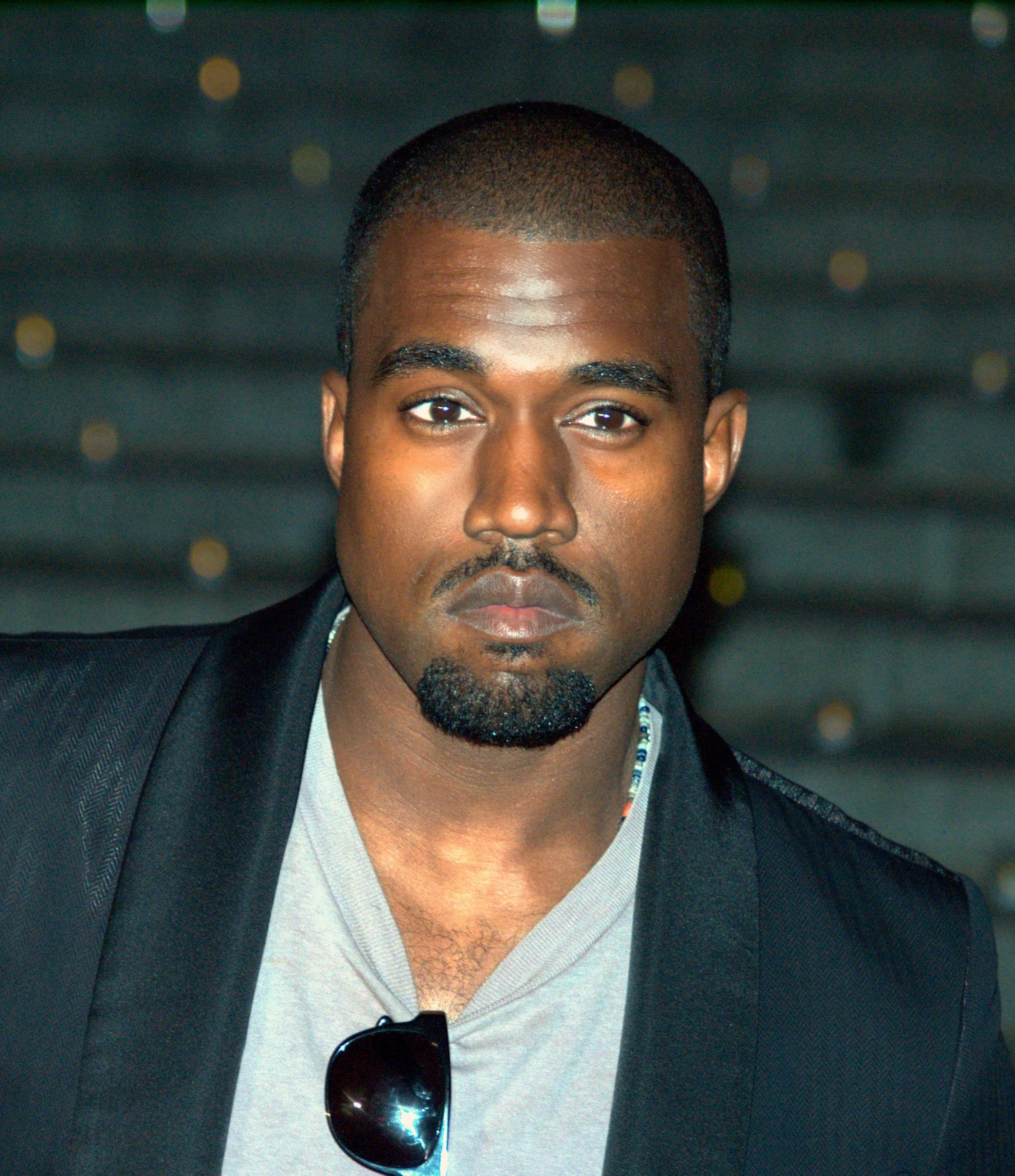
Após ganhar o prêmio de Melhor Vídeo Feminino por "You Belong with Me", Swift foi interrompida durante o seu discurso de agradecimento por Kanye West (imagem), que arrancou o microfone das mãos da artista.

O vídeo estreou em 2 de maio de 2009, através do canal de televisão Country Music Television (CMT). O crítico musical Chris Ryan, do site da MTV estadunidense, elogiou a trama, elaborando uma lista dos cinco melhores videoclipes do ano de 2009, onde classificou "You Belong with Me" na primeira posição. Ele afirmou que a produção se tratava de uma versão embrulhada em vídeo musical de vários filmes voltados ao público adolescente, que também usam a mesma temática presente no enredo do clipe. Já Michael Deacon, do The Daily Telegraph, deu uma crítica negativa, afirmando que o vídeo foi adequado à música, pois segundo ele, ambos são "igualmente sentimentais e sem graça".
O vídeo foi comparado ao clipe de "Girlfriend", canção pop-punk de Avril Lavigne lançada em 2007, da qual "You Belong with Me"  foi descrito como uma versão country. Em ambos os videoclipes, a sua respectiva artista interpreta duas personagens simultaneamente com diferentes adereços, representando a temática de triângulo amoroso. 
Durante os MTV Video Music Awards de 2009, a trama ganhou o prêmio de "Melhor Vídeo Feminino". Durante o discurso de agradecimento de Swift, o rapper Kanye West interrompeu a cantora, pegando o microfone e declarando: "Taylor, estou muito feliz por você e eu vou deixar você terminar, mas Beyoncé [Knowles] tem um dos melhores vídeos de todos os tempos", dizendo a respeito de "Single Ladies (Put a Ring on It)", que também estava concorrendo nesta mesma categoria. O público presente no local vaiou Kanye West após esta declaração, enquanto Beyoncé olhava da multidão, atordoada com a cena. Ao ouvir as vaias, o rapper fez um gesto obsceno, mas a MTV cortou esta última ação da transmissão do evento. Mais tarde, durante o seu discurso de agradecimento pelo prêmio de Vídeo do Ano, Beyoncé falou da experiência de ganhar seu primeiro Video Music Award com o Destiny's Child e o quanto significava para ela. Em seguida, ela chamou Swift dos bastidores para terminar o seu discurso de agredecimento. Numerosos críticos, celebridades e fãs criticaram as ações de Kanye West, incluindo o presidente dos Estados Unidos, Barack Obama, que chamou o rapper de "idiota". Obama continuou: "Aquilo foi inapropriado"; "A jovem parece ser uma pessoa muito tranquila. Ela só está recebendo o seu prêmio. Por que ele fez aquilo?" Inicialmente, West não fez nenhum esforço para entrar em contato com Swift, mas depois emitiu um pedido de desculpas, que foi aceito pela artista. Beyoncé comentou o seguinte sobre o incidente: "Bem, eu sabia quais eram as intenções de Kanye, e sei que ele subiu lá para defender a arte. Quando mostraram os indicados ele virou pra mim e falou algo como 'Esse prêmio é seu!'. Mas aí quando não chamaram meu nome, ele ficou completamente chocado e de repente já estava no palco! Eu fiquei pensando 'não, não não!'. E quando ele começou a falar então... 'Ai não, não, não!'".
| “ | Eu estava muito animada, tinha acabado de ganhar o prêmio. E fiquei mais animada ao ver o Kanye West ali. Mas isso acabou rapidamente. Eu recebi tantas mensagens de texto e todo mundo foi realmente legal. Tive uma noite muito divertida, definitivamente interessante. Eu não conheço Kanye West, e eu nunca nem mesmo tinha o encontrado, então não quero discutir nada porque eu tive uma ótima noite. [...] Eles me disseram para ficar do lado do palco. Eu realmente não sabia o que estava para acontecer, mas achei que foi muito maravilhoso e amável da parte de Beyoncé [chamá-la ao palco para terminar seu discurso de agradecimento]. | ” |

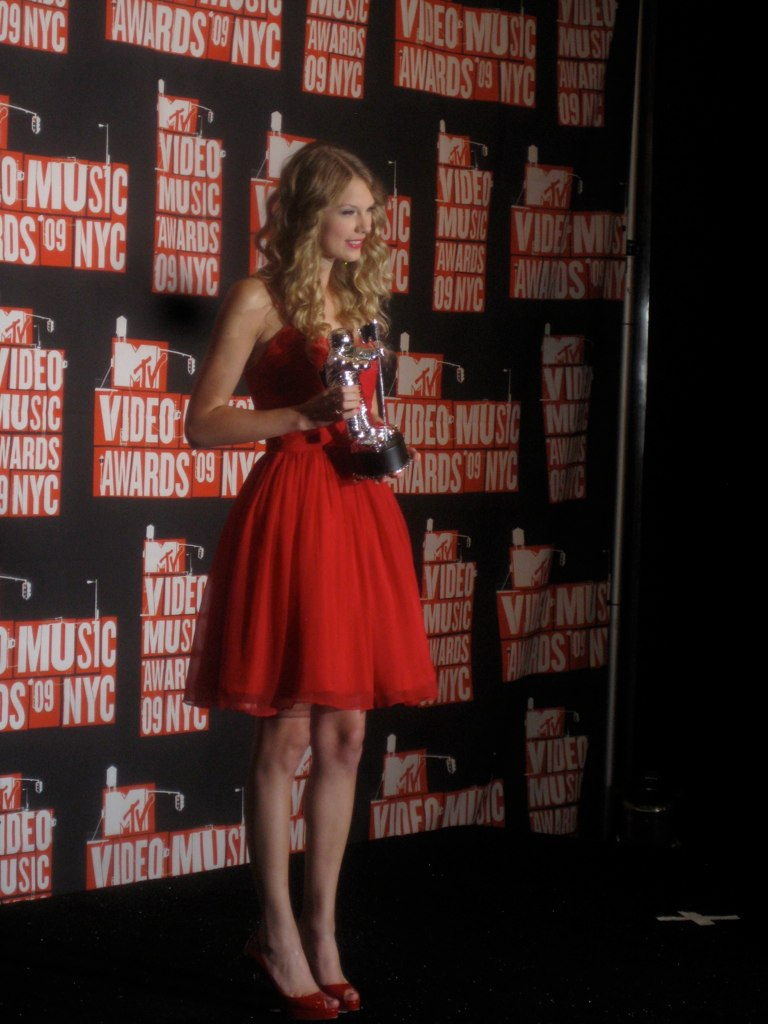
Taylor Swift com a estatueta de "Melhor Vídeo Feminino" nos MTV Video Music Awards de 2009.

Este incidente voltou a chamar a atenção da mídia em 11 de junho de 2013 — quase quatro anos depois —, quando Kanye West comentou sobre o ocorrido, durante uma entrevista ao The New York Times; ele afirmou que só pediu desculpas para a cantora por conta da pressão que sofreu de seus amigos, declarando também: "Não me sinto arrependido. Se alguém que está lendo espera que eu peça desculpas ou qualquer coisa, deveria simplesmente parar de ler agora". Alguns dias depois, um áudio de Kanye West, gravado na época do incidente, caiu na internet, onde ele afirmava: "Taylor Swift não pode ganhar da Beyoncé, enquanto eu estiver vivo, e eu estou vivo. Matem-me depois! Enquanto eu estiver vivo, vocês terão que lidar com isso". Ainda em 2013, Taylor Swift foi novamente indicada para a categoria de "Melhor Vídeo Feminino" dos MTV Video Music Awards de 2013, com "I Knew You Were Trouble.", e brincou com a situação em sua conta no Twitter, escrevendo: "Se vocês votarem e eu ganhar, prometo que terei um controle mais firme do microfone desta vez".
Durante o CMT Music Awards de 2010, o clipe de "You Belong with Me" foi indicado à categoria "Vídeo do Ano" e "Vídeo Feminino do Ano", mas perdeu para "Cowboy Casanova" de Carrie Underwood e "White Liar" de Miranda Lambert, respectivamente. A produção também recebeu duas nomeações para a premiação canadense MuchMusic Video Awards em "Best International Artist Video" e "Video Award for People's Choice: Favourite International Video", onde foi derrotado por "Party in the U.S.A." de Miley Cyrus e "Whataya Want from Me" de Adam Lambert, respectivamente. O videoclipe foi disponibilizado para compras digitais em 26 de outubro de 2009, através da iTunes Store. No YouTube, atingiu a marca de 100 milhões de visualizações em 16 de abril de 2011, recebendo posteriormente o "VEVO Certified", uma recompensa criada pelo portal de vídeos Vevo, para os vídeos de sua plataforma que atingem essa marca de audiência.

## Apresentações ao vivo

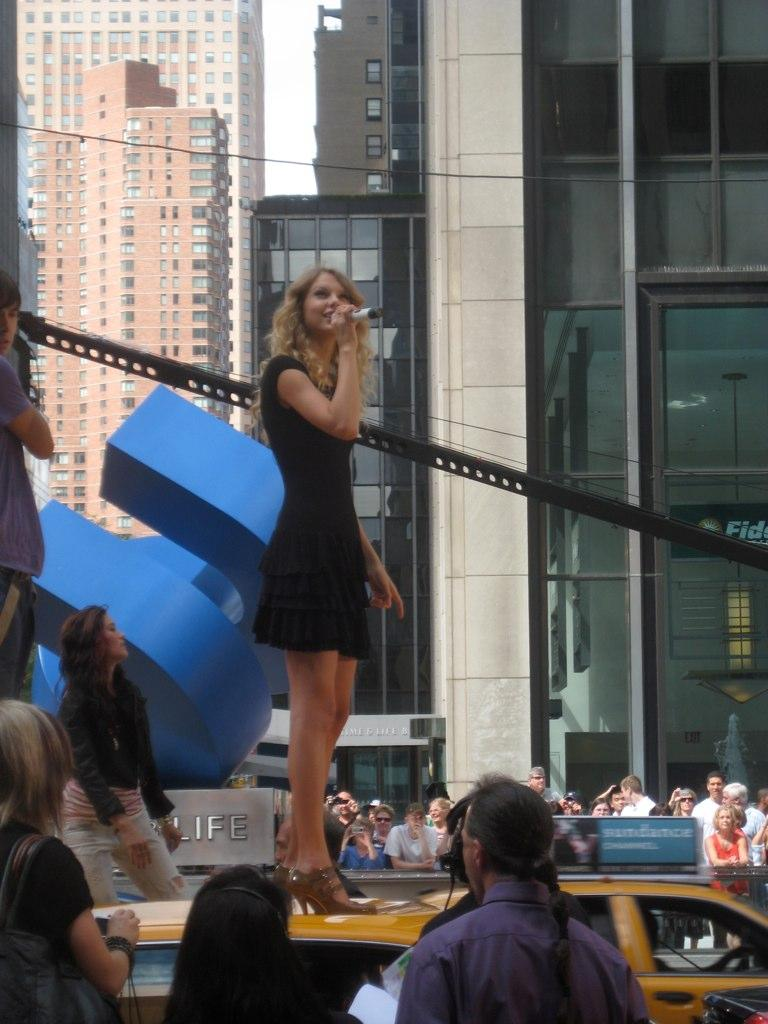
Swift ensaiando para a apresentação de "You Belong with Me" nos MTV Video Music Awards de 2009.

A primeira apresentação televisiva de "You Belong with Me" ocorreu em um show gratuito ao ar livre em 29 de maio de 2009, transmitido pelo The Today Show. Seguindo o processo de divulgação, a artista se apresentou com a faixa no The Tonight Show with Jay Leno, no Studio 330 Sessions, no CMA Music Festival, no CMT Music Awards e no V Festival, sendo que todas essas performances ocorreram no verão de 2009 do hemisfério norte. Swift também cantou a música no MTV Video Music Awards, no mesmo dia em que Kanye West interrompeu seu discurso de agradecimento. Na ocasião, ela iniciou seu espetáculo em uma estação de metrô de Nova York, usando um longo casaco. Depois de cantar alguns versos, a cantora tirou seu agasalho e revelou ao público um vestido de cocktail vermelho, que estava usando por baixo. Em seguida, ela entrou no metrô e começou a cantar com os passageiros lá presentes. Uma vez que o metrô terminou sua parada, a artista finalizou o seu show ao ar livre e em cima de um táxi amarelo (imagem). Após este espetáculo na MTV, a intérprete se apresentou com o tema em programas como The View e Saturday Night Live. Com o fim do verão de 2009 no hemisfério norte, iniciou-se a difusão de "You Belong with Me" fora dos Estados Unidos; entre os diversos shows que fez no exterior, Swift cantou em um evento promovido pelo canal de televisão britânico GMTV, no concerto australiano de caridade Sydney Sound Relief e no talk show japonês The Sukkiri Morning Show. Anos depois, ela interpretou a canção no Late Show with David Letterman, durante a divulgação de seus trabalhos seguintes, o Speak Now (2010) e o Red (2012).
Durante a 52.ª edição do Grammy Awards, Swift apresentou um medley de três músicas que incluiu "You Belong with Me". Vestindo uma blusa branca e calças jeans preta, a cantora iniciou o seu número com "Today Was a Fairytale" e, em seguida, anunciou: "É como um conto de fadas e uma honra dividir o palco com Stevie Nicks". Na sequência, Nicks e Taylor realizaram um cover de "Rhiannon" (1976), uma canção escrita pela própria Stevie Nicks e gravada pela banda Fleetwood Mac, no qual ela fazia parte. Após cantarem essa música, Swift pegou um violão para a terceira e última parte de seu medley: uma versão aguda de "You Belong with Me". Nesta parte da apresentação, Nicks ficou para trás, tocando seu pandeiro e balançando a cabeça, de vez em quando indo até ao microfone para cantar com a intérprete da obra. Eric Ditzian da MTV News afirmou estar decepcionado com a falta de harmonia musical entre Swift e Nicks, mas disse que as duas "representaram uma dupla convincente, um retrato de duas gerações separadas por anos, mas reunidas pela música". A performance seguiu de uma reação bastante negativa no que diz respeito ao vocal de Swift fora de sua chave musical padrão, que fez com que Scott Borchetta, CEO da Big Machine Records, emitisse uma declaração defendendo o desempenho da artista.

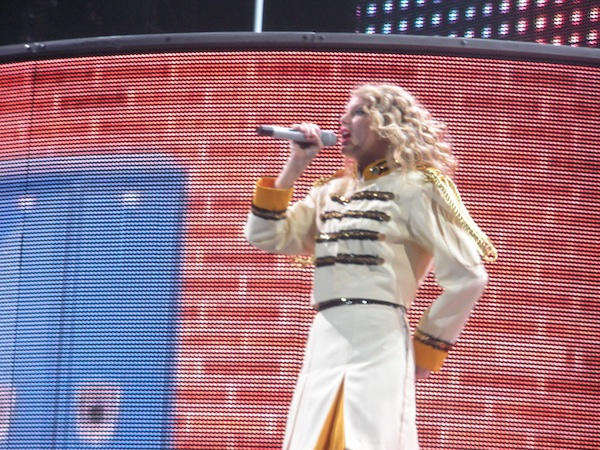
Durante a Fearless Tour, Taylor Swift iniciou a apresentação de "You Belong with Me" vestida com um uniforme branco de banda estudantil.

"You Belong with Me" foi utilizada como número de abertura em todas as datas da primeira turnê mundial da intérprete, a Fearless Tour. Antes de Swift ou os bailarinos subirem ao palco, um vídeo de introdução foi apresentado em todos os shows; nele, havia celebridades, como Miley Cyrus, Demi Lovato, Faith Hill, Lucas Till e a própria cantora partilhando suas definições para a palavra "destemido". Após a conclusão do vídeo, os dançarinos principais e os de apoio apareciam, vestidos com uniformes amarelos de líderes de torcida. Swift, trajada com um uniforme branco de banda estudantil (imagem), surgia a partir do fundo do palco e começava a cantar "You Belong with Me". Durante a segunda estrofe da música, a artista dirigia-se para o centro do palco, enquanto suas dançarinas executavam coreografias de uma líder de torcida; neste momento, a tela do palco exibia diversas cenas de líderes de torcida dançando. Após o segundo refrão, os dançarinos removiam o uniforme branco de banda da intérprete, revelando que a mesma estava usando por baixo um vestido de cocktail brilhante. Durante o final, Swift pegava um violão acústico feito com diamantes artificiais e começava a tocá-lo, terminando assim a performance desta música. Craig Rosen do The Hollywood Reporter acredita que o desempenho da musicista em "You Belong with Me", juntamente com o de "Should've Said No", no concerto realizado no Staples Center, em Los Angeles, fez do show um sucesso.
Mais tarde, a obra foi inserida no documentário televisivo, Journey to Fearless, que apresentou entrevistas com a cantora e com seus amigos próximos, bem como performances de algumas músicas. O documentário foi posteriormente lançado em DVD nos Estados Unidos. A canção também foi incluída na série de espetáculos seguintes de Swift, a Speak Now World Tour (2011-2012); uma das apresentações de "You Belong with Me" nesta turnê foi gravada e inserida no primeiro álbum de vídeo da intérprete, o Speak Now: World Tour Live, que foi comercializado em CD e DVD em diversos países, inclusive no Brasil. Taylor Swift também cantou "You Belong with Me" durante uma visita promocional ao Rio de Janeiro, para a divulgação de seu quarto álbum de estúdio Red (2012). Um show fechado ocorreu em 13 de setembro de 2012 e, além de "You Belong with Me", a artista se apresentou com mais outras seis canções, incluindo "Love Story" e "Fifteen", ambas presentes no disco Fearless. A canção também foi interpretada na Red Tour (2013-14).

## Na mídia e outras versões
O grupo infantil Kidz Bop Kids regravou "You Belong with Me". A versão deles foi lançada como single através de download digital em outubro de 2009, sendo incluída no álbum Kidz Bop 17. O crítico James Christopher Monger, do site Allmusic, afirmou que o cover do Kidz Bop Kids fora infundido "com o mesmo karaokê que alimentou alegrias em edições anteriores [de discos do grupo]". Em novembro de 2009, o cantor estadunidense de rock, Butch Walker, elaborou uma releitura da música, que foi lançada digitalmente no Amazon.com. A versão de Walker recebeu críticas bastante positivas, como a de Bill Lamb, do About.com, que descreveu a interpretação do músico como um "quase folclórico som de honky-tonk" e como "um pouco mais country que a versão original de Taylor Swift". Mikael Wood, da revista, Billboard, declarou que a instrumentação feita por Walker é "alimentada pelo banjo" e que se tratava de um "sucesso online", enquanto Jonathan Keefe, da Slant Magazine, caracterizou o arranjo do cover como "fantástico" que, para ele, "enfatizou a melodia excelente e a estrutura que são os pontos principais para a sua comercialização". Depois de ouvir a releitura de Walker, Swift elogiou o músico, postando em sua conta oficial no Twitter: "Eu estou perdendo minha mente ao escutá-la! Levada pelo vento". Mais tarde, o artista declarou:
| “ | Eu tinha feito esta versão de 'You Belong with Me', que tinha bastante banjo e foi muito divertido pra mim. Eu postei o cover na web durante a noite, e quando acordei de manhã, as pessoas estavam pirando porque Taylor twittou a respeito de minha versão. Ela adorou, aparentemente, me twittando novamente, onde disse 'Posso telefonar para você?'. | ” |

Certo dia, Swift ligou para o número do músico às oito horas da manhã e proclamou seu amor pelo cover, convidando-o para sua apresentação de "You Belong with Me" no Grammy, que contou com a participação de Stevie Nicks, para tocar algum instrumento. O cantor aceitou e, após o espetáculo, comentou: "A ironia é que foi a primeira vez que eu toquei no Grammy, e a primeira vez que fui para essa premiação, e estive tocando o bandolim para Taylor Swift. É desafiador e muito divertido. Ela [Swift] é uma pessoa muito querida e verdadeira". Dois anos depois, Walker voltou a trabalhar com Swift, desta vez como produtor e vocal de apoio de uma música da cantora com Ed Sheeran, intitulada de "Everything Has Changed", que foi gravada para o quarto álbum de estúdio dela, Red (2012).
"You Belong with Me" esteve presente na versão do jogo Band Hero para consoles, que apresentou o tema como uma das 65 canções de "atos mainstream" disponíveis no game. Além disso, a atriz e cantora estadunidense Selena Gomez, ao lado de sua banda The Scene, incluiu um cover da música no repertório de todos os shows de suas duas turnês, a Selena Gomez & the Scene: Live in Concert (2009-2010) e a A Year Without Rain Tour (2011). Vale ressaltar que Selena Gomez e Taylor Swift são amigas muito próximas. Também houve uma paródia da faixa intitulada "TMZ", que foi criada pelo músico "Weird Al" Yankovic e incluída em seu disco Alpocalypse (2011). A paródia retrata o ponto de vista das celebridades sobre a indústria das fofocas, assim como a falta de privacidade que essas personalidades sofrem. O título é uma referência ao TMZ.com, que é considerado um dos maiores sites de paparazzo e de especulação sobre famosos. Um videoclipe para a paródia foi todo feito em animação, sendo dirigido pelo ilustrador Bill Plympton, que começou a criar o projeto em outubro de 2010. A produção foi lançada oficialmente em 24 de junho de 2011, através da conta de "Weird Al" no Vevo. "You Belong with Me" também chamou a atenção da cantora Lady Gaga, que afirmou durante uma entrevista ser uma grande fã da canção, alegando ainda que se sentia envergonhada ao escutá-la, pois tinha o costume de sempre cantá-la bem alto. Ela declarou: "Meu Deus do céu! Quando ouço 'You Belong With Me' no rádio começo a cantar bem alto. Eu me sinto tão livre cantando essa música  [...] Adoro a Taylor Swift. Ela é uma garota muito doce". Por fim, a obra ganhou um cover da banda For All Those Sleeping, que foi posteriormente adicionada à coletânea Punk Goes Pop 4.

## Faixas e formatos
"You Belong with Me" foi comercializada em edições físicas e digitais, e em ambas apresenta duas faixas; uma é a versão original do álbum e a outra uma versão despojada de "Love Story". Também houve uma edição promocional da obra, que apresentou uma interpretação mais pop do single principal, que foi denominada como "Radio Mix".
| CD single e download digital |                                        |         |  |
| N.º                          | Título                                 | Duração |  |
| 1.                           | "You Belong with Me" (versão do álbum) | 3:52    |  |
| 2.                           | "Love Story" (Stripped)                | 3:54    |  |

| Promo single |                                  |         |  |
| N.º          | Título                           | Duração |  |
| 1.           | "You Belong with Me" (Radio Mix) | 3:51    |  |

## Desempenho nas paradas musicais

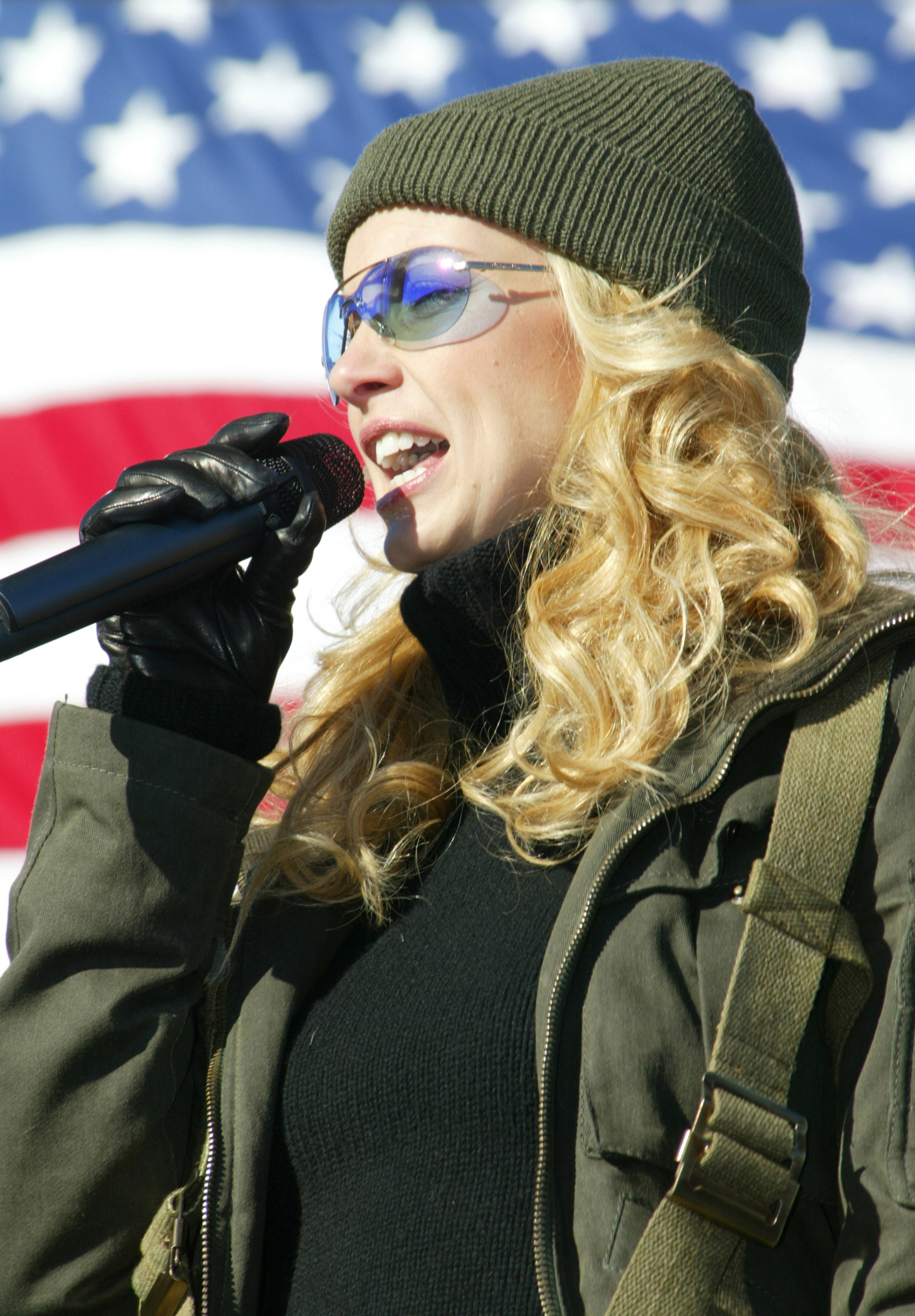
Durante o período de 2009 em que foi tocada nas rádios estadunidenses, "You Belong with Me" obteve uma recepção de mais de 117 milhões de espectadores, tornando-se na canção crossover de maior audiência nas rádios do país desde "Breathe" (2000) da cantora Faith Hill (imagem).

Após seu lançamento como single promocional, "You Belong with Me" estreou na 12.ª posição na Billboard Hot 100, principal parada musical dos Estados Unidos, devido às vendas de mais de 172 mil downloads digitais. Esse feito levou Swift na época ao empate com os Jonas Brothers na lista de artistas com mais músicas estreando entre os vinte primeiros da Billboard, um recorde que mais tarde ela venceu. Quando foi lançado como o terceiro single oficial de Fearless, a faixa entrou novamente na mesma parada musical, desta vez na 87.ª colocação. Depois de semanas de ascendência na parada, em 15 de agosto de 2009, a obra atingiu o 3.º lugar nos Estados Unidos, tornando-se, na época, na música melhor posicionada da cantora em seu país de origem, superando "Love Story", que havia chegado à quarta posição em janeiro de 2009. Na semana seguinte, atingiu a 2.ª colocação, seu pico máximo; foi impedida de chegar ao topo da parada por "I Gotta Feeling" do grupo Black Eyed Peas. "You Belong with Me" é uma das treze faixas de Fearless que se posicionaram entre os quarenta primeiros da Billboard Hot 100, o que rendeu ao disco o recorde de álbum com mais canções no top 40.
Durante o período de 2009 em que foi tocada nas rádios, a canção obteve uma audiência de mais de 117 milhões de espectadores, estabelecendo-se como o tema crossover de maior audiência nas rádios estadunidenses desde "Breathe" (2000), da cantora Faith Hill. Esse feito foi conquistado graças principalmente às rádios não voltadas ao country, que fizeram de "You Belong with Me" o primeiro trabalho de Swift a atingir a primeira posição da Radio Songs, que enumera as músicas mais executadas nas estações estadunidenses, colocação que manteve por duas semanas consecutivas. Além disso, tornou-se na primeira música country a conseguir o topo da Radio Songs desde quando o instituto Nielsen Company começou a coletar os dados para a revista Billboard em 1990. O single também apareceu na parada Billboard Country Songs, que lista as canções country mais tocadas apenas nas rádios desse gênero, estreando na trigésima segunda posição em 9 de maio de 2009. Conforme os dias foram passando, a obra foi ganhando posições na lista, até que em 13 de junho, saltou da décima terceira para a décima posição, tornando-se no oitavo trabalho consecutivo de Swift a ficar entre os dez primeiros desta parada. Algumas semanas depois, atingiu a primeira posição, tornando-se na quarta canção número de um da intérprete na Country Songs, pois "Our Song", "Should've Said No" e "Love Story" também já haviam conseguido este feito. Ficou por duas semanas na primeira posição, até que caiu para a sexta na edição seguinte da parada.
A faixa também desempenhou-se na compilação genérica Pop Songs na vice liderança, e atingiu a primeira posição no Adult Contemporary. O single foi certificado com sete discos de platina pela Recording Industry Association of America (RIAA), como recompensa pelas mais de sete milhões de cópias equivalentes em território estadunidense. Até novembro de 2017, "You Belong with Me" já havia comercializado mais de 4 milhões e 600 mil unidades somente nos Estados Unidos, sendo a quarta canção mais vendida de Swift no país, atrás de "Love Story", "I Knew You Were Trouble" e "Shake It Off". Já no Canadá, a música atingiu o 3.º lugar e foi certificado com disco de platina dupla pela venda de mais de 160.000 cópias.
"You Belong with Me" também obteve um desempenho favorável na Austrália e Nova Zelândia. Em 24 de maio de 2009, a canção estreou na Austrália no 50.º posto. Em 5 de julho do mesmo ano, atingiu o seu pico, a 5.ª colocação, uma posição que manteve por três semanas não-consecutivas. Foi a 88.ª canção mais executada na Austrália na década de 2000, recebendo o certificado de platina tripla pela Australian Recording Industry Association (ARIA) por vendas superiores a 210 mil cópias. Na Nova Zelândia, a obra estreou na 28.ª posição em 25 de maio de 2009. Após duas semanas em ascensão, chegou ao quinto lugar, sua melhor posição no país. Mais tarde obteve a certificação de platina dupla por mais de 15.000 unidades comercializadas em território neozelandês. Em 18 de julho de 2009, o single atingiu a posição de número 99 no Reino Unido. Alcançou o seu auge em 26 de setembro do mesmo ano, quando obteve a 30.ª colocação. Na Irlanda, seu pico foi o 12.º, ficando por seis semanas na parada irlandesa. "You Belong with Me" experimentou resultados comerciais moderados em todo o resto da Europa, atingindo a 11.ª posição na Dinamarca e a 47.ª na Suécia, por exemplo.

### Posições
| Parada musical (2009-10)                      | Melhor posição |
| --------------------------------------------- | -------------- |
| Austrália - ARIA Charts                       | 5              |
| Bélgica - Ultratip (Flandres)                 | 11             |
| Bélgica - Ultratip (Valônia)                  | 23             |
| Canadá - Canadian Hot 100                     | 3              |
| Dinamarca - Tracklisten                       | 32             |
| Estados Unidos - Billboard Hot 100            | 2              |
| Estados Unidos - Billboard Adult Contemporary | 1              |
| Estados Unidos - Billboard Country Songs      | 1              |
| Estados Unidos - Billboard Pop Songs          | 2              |
| Estados Unidos - Billboard Adult Pop Songs    | 2              |
| Hungria - MAHASZ                              | 31             |
| Japão - Japan Hot 100                         | 10             |
| Irlanda - IRMA                                | 12             |
| Nova Zelândia - RIANZ                         | 5              |
| Países Baixos - Dutch Top 40                  | 68             |
| Suécia - Sverigetopplistan                    | 47             |
| Suíça - Schweizer Hitparade                   | 58             |
| Reino Unido - UK Singles Chart                | 30             |
| União Europeia - European Hot 100             | 61             |

| País - Parada musical (2009)                  | Posição |
| --------------------------------------------- | ------- |
| Austrália - ARIA                              | 17      |
| Canadá - Canadian Hot 100                     | 14      |
| Nova Zelândia - RIANZ                         | 25      |
| Reino Unido - UK Singles Chart                | 177     |
| Estados Unidos - Billboard Hot 100            | 11      |
| Estados Unidos - Billboard Country Songs      | 13      |
| Estados Unidos - Billboard Adult Contemporary | 14      |
| Estados Unidos - Billboard Adult Pop Songs    | 15      |
| Estados Unidos - Billboard Pop Songs          | 5       |
| País - Parada musical (2010)                  | Posição |
| Estados Unidos - Billboard Hot 100            | 57      |
| Estados Unidos - Billboard Adult Contemporary | 8       |

| País - Parada musical (2000–09) | Posição |
| ------------------------------- | ------- |
| Austrália - ARIA                | 88      |

### Certificações
| Austrália - ARIA | 3× Platina | + 210.000^ |
| Canadá - Music Canada | 2× Platina | + 160.000^ |
| Estados Unidos - RIAA | 7× Platina | 4.600.000  |
| Nova Zelândia - RIANZ | Platina    | + 15.000*  |
| Reino Unido - BPI | Prata      | + 200.000^ |
| * Número de vendas definido com base apenas no nível de certificação. ^ Número de embarques definido com base apenas no nível de certificação. |            |            |

## Créditos
Lista-se abaixo os profissionais envolvidos na elaboração de "You Belong with Me", de acordo com o encarte do álbum Fearless:
- Taylor Swift — vocal, composição, produção;
- Liz Rose — composição;
- Nathan Chapman — produção, guitarra acústica, guitarra elétrica, bandolim, órgão hammond B3, piano, steel guitar, percussão;
- Chad Carlson — gravação;
- Scott Borchetta — produção executiva;
- Justin Niebank — mixagem;
- Steve Blackmon — assistente de mixagem;
- Bryan Sutton — guitarra acústica, bandolim;
- Kenny Greenberg — guitarra elétrica;
- Grant Mickelson — guitarra elétrica;
- Tim Marks — baixo;
- Amos Heller — baixo;
- Nick Buda — bateria;
- John Keefe — bateria;
- Ilya Toshinsky — banjo;
- Tony Harrell — órgão hammond B3, piano;
- Tim Lauer — órgão hammond B3, piano;
- Rob Hajacos — fiddle;
- Eric Darken — percussão, vibrafone;
- Al Wilson — percussão.

## Histórico de lançamento
"You Belong with Me" foi divulgado como o terceiro single de Fearless em 18 de abril de 2009, sendo enviada para as rádios estadunidenses quase dois meses depois. Na Austrália, houve a comercialização de uma edição especial da música, intitulada "Radio Mix". O single também foi lançado em países como Noruega e Alemanha, apresentando datas de lançamento divergentes.
| País           | Data de lançamento    | Edição             | Gravadora           | Formato                            |
| -------------- | --------------------- | ------------------ | ------------------- | ---------------------------------- |
| Estados Unidos | 18 de abril de 2009   | Edição padrão      | Big Machine Records | Download digital e rádios country  |
| Estados Unidos | 18 de maio de 2009    | Edição padrão      | Big Machine Records | Rádios mainstream, rádios rhythmic |
| Austrália      | 5 de junho de 2009    | Edição padrão      | Universal Music     | Download digital                   |
| Austrália      | 13 de julho de 2009   | Edição "Radio Mix" | Universal Music     | Download digital                   |
| Noruega        | 13 de julho de 2009   | Edição padrão      | Universal Music     | Download digital                   |
| Alemanha       | 30 de outubro de 2009 | Edição padrão      | Universal Music     | CD single e download digital       |

## You Belong with Me (Taylor's Version)
Em 11 de fevereiro de 2021, Swift anunciou no programa de televisão Good Morning America que uma versão regravada de "You Belong with Me", intitulada "You Belong with Me (Taylor's Version)", seria lançada em 9 de abril de 2021 como a primeira faixa de Fearless (Taylor's Version), a versão regravada de Fearless.